# Misqueta-Montanhas
Misqueta-Montanhas (em georgiano: მცხეთა-მთიანეთი; romaniz.: Mtskheta-Mtianeti) é uma região (mkhare) da Geórgia Oriental que compreende a cidade de Misqueta, sua municipalidade e as zonas montanhosas adjacentes. A porção ocidental é controlada pela independente República da Ossétia do Sul desde 1992 e é autônoma da Geórgia. A região compreende cinco municipalidades:
- Acalgori
- Ducheti
- Tianeti
- Misqueta
- Cazbegi